# Sternotomis kuntzeni
Sternotomis kuntzeni är en skalbaggsart. Sternotomis kuntzeni ingår i släktet Sternotomis och familjen långhorningar.

## Underarter
Arten delas in i följande underarter:
- S. k. kuntzeni
- S. k. kamerunensis